# Ebenau (Amt Creuzburg)
Ebenau is een gehucht in de Duitse gemeente Amt Creuzburg in het Wartburgkreis in Thüringen. Het wordt voor het eerst genoemd in 1378. In  1922 werd het gehucht voor de eerste keer bij de stad Creuzburg gevoegd. Nadat het enige tijd deel was van de gemeente Buchenau, werd het in 1962 definitief bij Creuzburg gevoegd. In 2020 ging Creuzburg op in de nieuwgevormde gemeente Amt Creuzburg.